# Zavezništvo
Zavezništvo je pismeni meddržavni dogovor o povezavi več držav z namenom medsebojne pomoči in doseganja skupnih ciljev.